# 2026-os labdarúgó-világbajnokság-selejtező (CAF – E csoport)
A 2026-os labdarúgó-világbajnokság afrikai selejtezőjének E csoportjának mérkőzéseit 2023 novembere és 2025 októbere között játsszák.
A csoportban Marokkó, Zambia, Kongó, Tanzánia, Niger és Eritrea szerepel. A csoport győztese kijut a világbajnokságra. A csoport második helyezettjének lehetősége van a rájátszásba kerülni és játszani az interkontinentális pótselejtezőért, ha a legjobb négy második helyezett között végez.

## Mérkőzések
| 2023. november 16. 20:00 (UTC+1) |

| Marokkó | törölve     | Eritrea |
| ------- | ----------- | ------- |
|         | Jegyzőkönyv |         |

| Adrar Stadium, Agadir |

| 2023. november 17. 18:00 (UTC+2) |

| Zambia                             | 4–2 (törölve)     | Kongó                        |
| ---------------------------------- | ----------------- | ---------------------------- |
| Daka 5' 90+2' Banda 43' Sakala 69' | (2–2) Jegyzőkönyv | Ganvoula 13' Bassouamina 15' |

| Levy Mwanawasa Stadion, Ndola Játékvezető: Mahmoud El Banna (egyiptomi) |

| 2023. november 18. 17:00 (UTC+1) |

| Niger | 0–1               | Tanzánia     |
| ----- | ----------------- | ------------ |
|       | (0–0) Jegyzőkönyv | M'Mombwa 56' |

| Stade de Marrakech, Marrákes (Marokkó) Nézőszám: 178 Játékvezető: Lotfi Bekouassa (algériai) |

| 2023. november 20. 17:00 (UTC+1) |

| Eritrea | törölve     | Kongó |
| ------- | ----------- | ----- |
|         | Jegyzőkönyv |       |

| Adrar Stadium, Agadir (Marokkó) |

| 2023. november 21. 20:00 (UTC+1) |

| Niger                 | 2–1               | Zambia   |
| --------------------- | ----------------- | -------- |
| Moutari 6' Goumey 28' | (2–0) Jegyzőkönyv | Daka 50' |

| Stade de Marrakech, Marrákes (Marokkó) Játékvezető: Abdulrazg Ahmed (líbiai) |

| 2023. november 21. 22:00 (UTC+3) |

| Tanzánia | 0–2               | Marokkó                         |
| -------- | ----------------- | ------------------------------- |
|          | (0–1) Jegyzőkönyv | Zíjes 28' Mwamnyeto 54' (öngól) |

| Nemzeti Stadion, Dar es-Salaam Játékvezető: Abongile Tom (dél-afrikai) |

| 2024. június |

| Tanzánia | törölve | Eritrea |
| -------- | ------- | ------- |
|          |         |         |

|  |

| 2024. június 6. 17:00 (UTC+1) |

| Kongó | törölve | Niger |
| ----- | ------- | ----- |
|       |         |       |

| Stade des Martyrs, Kinshasa (Kongói Demokratikus Köztársaság) |

| 2024. június 7. 20:00 (UTC+1) |

| Marokkó                             | 2–1               | Zambia       |
| ----------------------------------- | ----------------- | ------------ |
| Ziyech 6' (11-esből) Ben Seghir 67' | (1–0) Jegyzőkönyv | Chilufya 80' |

| Adrar Stadium, Agadir Játékvezető: Issa Sy (szenegáli) |

| 2024. június 11. 15:00 (UTC+2) |

| Zambia | 0–1               | Tanzánia  |
| ------ | ----------------- | --------- |
|        | (0–1) Jegyzőkönyv | Waziri 5' |

| Levy Mwanawasa Stadium, Ndola Játékvezető: Abdel Aziz Bouh (mauritániai) |

| 2024. június 11. 17:00 (UTC+1) |

| Kongó | 0–6 (törölve)     | Marokkó                                            |
| ----- | ----------------- | -------------------------------------------------- |
|       | (0–4) Jegyzőkönyv | Ounahi 8' Ríád 16' El Kaabi 30' 39' 53' Rahimi 62' |

| Adrar Stadium, Agadir (Marokkó) Nézőszám: 30 000 Játékvezető: Daniel Nii Laryea (ghánai) |

| 2024. június |

| Eritrea | törölve | Niger |
| ------- | ------- | ----- |
|         |         |       |

|  |

| 2025. március |

| Zambia | törölve | Eritrea |
| ------ | ------- | ------- |
|        |         |         |

|  |

| 2025. március |

| Tanzánia | törölve | Kongó |
| -------- | ------- | ----- |
|          |         |       |

|  |

| 2025. március |

| Niger | – | Marokkó |
| ----- | - | ------- |
|       |   |         |

|  |

| 2025. március |

| Kongó | törölve | Zambia |
| ----- | ------- | ------ |
|       |         |        |

|  |

| 2025. március |

| Marokkó | – | Tanzánia |
| ------- | - | -------- |
|         |   |          |

|  |

| 2025. március |

| Niger | törölve | Eritrea |
| ----- | ------- | ------- |
|       |         |         |

|  |

| 2025. szeptember |

| Kongó | törölve | Tanzánia |
| ----- | ------- | -------- |
|       |         |          |

|  |

| 2025. szeptember |

| Eritrea | törölve | Zambia |
| ------- | ------- | ------ |
|         |         |        |

|  |

| 2025. szeptember |

| Marokkó | – | Niger |
| ------- | - | ----- |
|         |   |       |

|  |

| 2025. szeptember |

| Zambia | – | Marokkó |
| ------ | - | ------- |
|        |   |         |

|  |

| 2025. szeptember |

| Kongó | törölve | Eritrea |
| ----- | ------- | ------- |
|       |         |         |

|  |

| 2025. szeptember |

| Tanzánia | – | Niger |
| -------- | - | ----- |
|          |   |       |

|  |

| 2025. október |

| Eritrea | törölve | Marokkó |
| ------- | ------- | ------- |
|         |         |         |

|  |

| 2025. október |

| Tanzánia | – | Zambia |
| -------- | - | ------ |
|          |   |        |

|  |

| 2025. október |

| Niger | törölve | Kongó |
| ----- | ------- | ----- |
|       |         |       |

|  |

| 2025. október |

| Zambia | – | Niger |
| ------ | - | ----- |
|        |   |       |

|  |

| 2025. október |

| Eritrea | törölve | Tanzánia |
| ------- | ------- | -------- |
|         |         |          |

|  |

| 2025. október |

| Marokkó | törölve | Kongó |
| ------- | ------- | ----- |
|         |         |       |

|  |